# The Nuns
The Nuns (в переводе с англ. — «монашки») — американская панк-рок/нью-вейв группа, созданная в 1975 году в Сан-Франциско, Калифорния. Группа является одной из первых панк-групп Калифорнии.
14 января 1978 года, вместе с Avengers, The Nuns разогревали Sex Pistols на их знаменитом последним концерте в сан-францисской Winterland Ballroom.
Группа периодически реформировалась и сейчас подписаны с лондонским лейблом Triple Silence, ответвлением Salvation Group.

## История
Оригинальный состав группы включал Дженнифер Майро (вокал, фортепиано), Алехандро Эсковедо (гитара), Джеффа Олинера (вокал), Ричи Детрика (вокал), Джеффа Рафаэля (ударные) и Лесли Кью (бас-гитара). В начале 1978 года, Лесли Кью был заменён Майком Вэрни.
Первый менеджер группы Эдвин Хевен, ранее работал с группой The Tubes. С The Nuns он познакомился после их разогрева Ramones в клубе Mabuhay Gardens.
14 января 1978 года, вместе с Avengers, The Nuns разогревали Sex Pistols на их знаменитом последним концерте в сан-францисской Winterland Ballroom.
В этом же году группа выпускает свой первый семидюймовый сингл «Savage»/«Decadent Jew»/«Suicide Child», за ним последовали синглы «The Beat»/«Media Control» (1979) и «World War III»/«Cock in My Pocket» (1980). Основными сочинителями песен в группе являлись Эсковедо и Олинер, также некоторый вклад вносила Дженнифер Майро.
В 1979 году Вэрни был заменён Пэтом Райаном. В 1980 году The Nuns ненадолго распалась и Эсковедо окончательно покинул группу. Позже, он присоединился к каупанк-группе Rank and File, образованной братьями Кинмэн после распада их предыдущей группы The Dils.
В мае 1980 года группа отправилась в студию Brian Elliot Recording, расположенную в Северном Голливуде. В том же году вышел одноимённый дебютный альбом The Nuns, распространявшейся лейблами Bomp/Posh Boy в США и лейблом Butt в Великобритании. Половина песен из альбома была написана Эсковедо.
Вскоре после выпуска альбома, группа вновь распалась, и участники начали заниматься сольной карьерой.
В 1986 году произошло воссоединение для записи второго альбома, названного Rumania («Румыния»). Альбом был выпущен лейблами PVC Records и Jem Records в 1986 году и был мрачнее дебютника, с него началась тяга группы к готик-року.
В 1989 году на лейбле Posh Boy вышел третий  альбом Desperate Children. Место басиста теперь занял Дельфин Нейд, а гитаристом числился Лесли Спринг. В 1990 году выходит семидюймовый сингл «In the Shadows»/«Invisible People», содержащий песни с альбома. В том же году Нейд умирает от передозировки наркотиков.
В 1994 году Posh Boy выпускают компиляцию 4 Days in a Motel Room: Their Greatest Sins, в которую входят как альбомные песни, так и раритетные записи группы.
В 1995 году умер от рака  Ричи Детрик. В конце 90-х ему на замену пришёл Барон Рабенбауер.
В 1998 году на немецком лейбле Musical Tragedies лимитированным изданием вышел семидюймовый сплит-сингл «Automatic Love»/«Anita», в котором первая песня принадлежала немецкой индастриал-группе Die Form, а вторая The Nuns. На всех инструментах здесь сыграла Дженнифер Майро.
В 2001 году на лейбле Empty Records Europe вышел следующий альбом группы Naked Save for Boots.
The Nuns подписывают договор с британским лейблом Triple Silence, и в 2003 году на нём выходит альбом New York Vampires, спродюсированный Дженнифер Майро (сменившей свою фамилию на Андерсон). Сопродюсером песни «Wite Slave», на которую был снят клип, выступил Нарада Майкл Уэлден, барабанщик таких исполнителей как Mahavishnu Orchestra, Джеффом Бэком и Tommy Bolin Band.
Дженнифер Майро умерла 16 декабря 2011 года в Нью-Йорке, США.

## Дискография

### Синглы / EP
| Название                                                   | Год  | Лейбл                        |
| ---------------------------------------------------------- | ---- | ---------------------------- |
| 1. «Decadent Jew» 2. «Savage» 3. «Suicide Child»           | 1978 | 415 Records                  |
| 1. «The Beat» 2. «Media Control»                           | 1979 | Rosco Records (как Los Nuns) |
| 1. «World War III» 2. «Cock in My Pocket»                  | 1980 | Rosco Records                |
| 1. «Wild» 2. «Suicide Child»                               | 1981 | Butt Records                 |
| 1. «In the Shadows» 2. «Invisible People»                  | 1990 | Posh Boy Records             |
| 1. «Sex Dream» 2. «Anita»                                  | 1998 | Alien Sex Goddess Records    |
| 1. «Automatic Love» 2. «Anita» (сплит с Die Form)          | 1999 | Musical Tragedies            |
| 1. «Hustler Blue» 2. «Rambo Thing» 3. «Dominatrix Tonight» | 1999 | Musical Tragedies            |

### Альбомы
| Название                                    | Дата выхода | Лейбл                  |
| ------------------------------------------- | ----------- | ---------------------- |
| The Nuns                                    | 1980        | Bomp! Records          |
| Rumania                                     | 1986        | PVC Records            |
| Desperate Children                          | 1990        | Posh Boy Records       |
| 4 Days in a Motel Room: Their Greatest Sins | 1994        | Posh Boy Records       |
| Naked Save for the Boots                    | 2001        | Empty Records          |
| New York Vampires                           | 2003        | Triple Silence Records |

## Видео
18 ноября 2008 года был выпущен DVD New York Vampires. DVD содержал 2 пилотных выпуска ТВ-шоу, концертные фотографии, закулисные съёмки и интервью, короткометражный фильм нуар, фотографии и видеоклип на песню New York Vampires, снятый в Лондоне.